# Sainte-Hélène-sur-Isère
Sainte-Hélène-sur-Isère település Franciaországban, Savoie megyében. Lakosainak száma 1227 fő (2022. január 1.). Sainte-Hélène-sur-Isère Aiton, Bonvillard, Frontenex, Montailleur, Notre-Dame-des-Millières, Saint-Paul-sur-Isère és Saint-Vital községekkel határos.

## Népesség
A település népessége az elmúlt években az alábbi módon változott:
| Lakosok száma | 1147 | 1185 | 1204 | 1183 | 1182 | 1196 | 1201 | 1209 | 1227 |
|               | 2013 | 2015 | 2016 | 2017 | 2018 | 2019 | 2020 | 2021 | 2022 |